# Куновик
Куновик (алб. Kunovik) насеље је у општини Вучитрн на Косову и Метохији. Према попису становништва на Косову 2011. године, село је имало 13 становника, већину становништва чине албанци.. Куновик је село разбијеног типа старовлашке врсте.

## Географија
Село је на падини Котмишка, око 2 км југоисточно од Слаковца, у чији се заселак рачунао од свога постојања 1878. све до свршетка Другог светског рата, када је проглашен за засебно село.

## Порекло становништва по родовима
Основали су га мухаџири из Топлице 1878.
Родови:
- Вршевц (2 к.), од фиса Бериша и Влаињ (6 к.), од фиса Шкерље, доселили се 1878. као мухаџири из топличких села Вршевца и Влахиње.

## Демографија
| Демографија | Демографија | Демографија |
| Година      | Становника  | Становника  |
| ----------- | ----------- | ----------- |
| 1948.       | 112         |             |
| 1953.       | 130         |             |
| 1961.       | 111         |             |
| 1971.       | 71          |             |
| 1981.       | 29          |             |
| 1991.       | 11          |             |
| 2011.       | 13          |             |